# Billy Butler (baseball)
Pour les articles homonymes, voir Billy Butler (homonymie) et Butler.
Billy Ray Butler (né le 18 avril 1986 à Orange Park, Floride, États-Unis) est un frappeur désigné ayant évolué dans la Ligue majeure de baseball de 2007 à 2016. 
Sélectionné une fois pour le match des étoiles, il gagne un Bâton d'argent et un prix Edgar Martínez comme meilleur frappeur désigné de la ligue en 2012 avec les Royals de Kansas City, le club pour lequel il évolue de 2007 à 2014.

## Carrière

### Royals de Kansas City

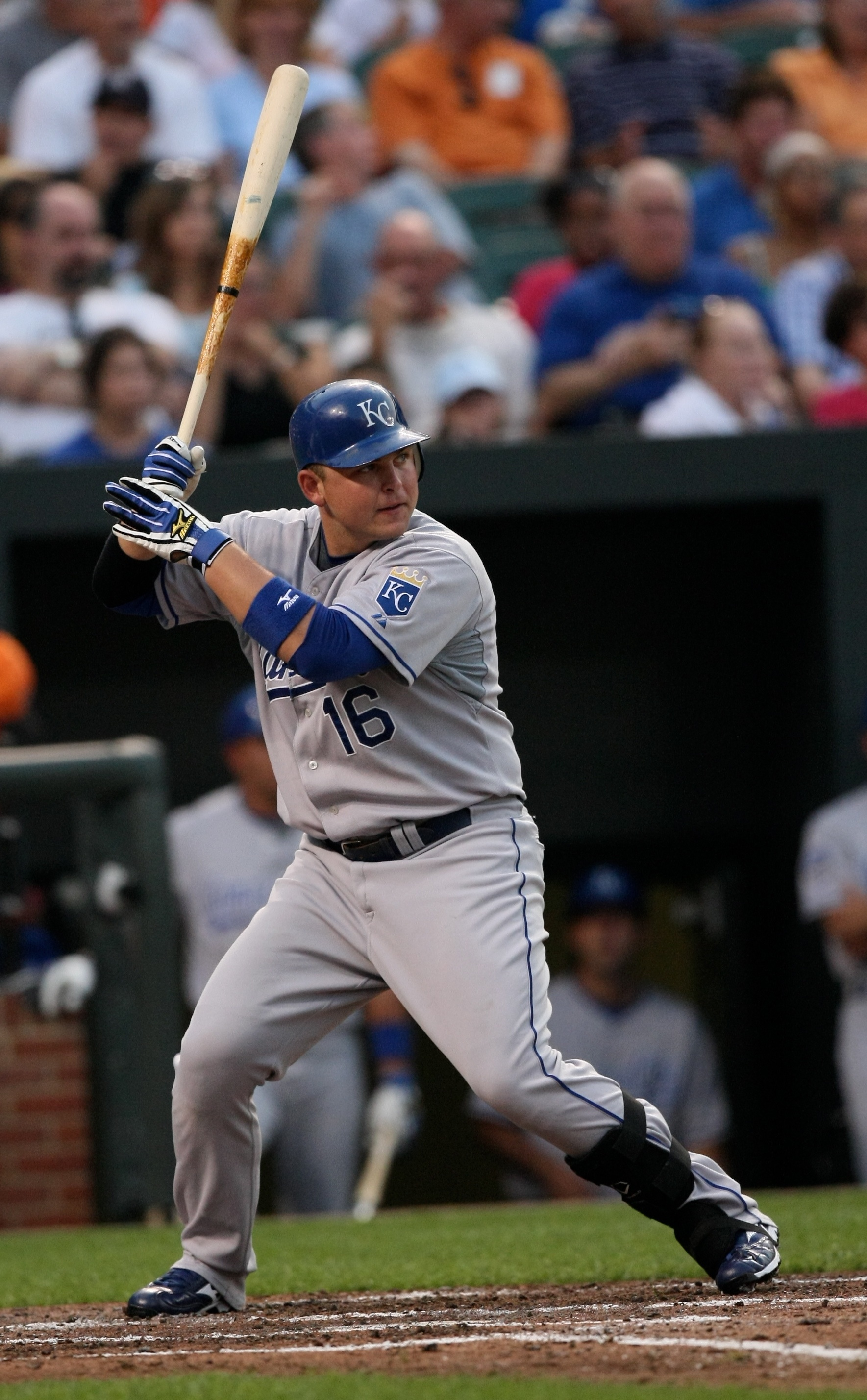
Billy Butler en 2009 avec les Royals de Kansas City.

Après des études secondaires à la Wolfson High School de Jacksonville (Floride), Billy Butler est repêché le 7 juin 2004 par les Royals de Kansas City au premier tour de sélection (14e choix). Il empoche un bonus de 1,4 million de dollars à la signature de son premier contrat professionnel.
Butler passe trois saisons en Ligues mineures avec les Idaho Falls Chukars (R, 2004), High Desert Mavericks (A, 2005) et Wichita Wranglers (AA, 2005-2006),  avant d'effectuer ses débuts en Ligue majeure le 1er mai 2007. Il frappe un coup sûr lors de son premier passage au bâton au plus haut niveau. 
Plutôt utilisé comme frappeur désigné en 2007 et 2008, Butler dispute en 2009 145 matchs comme joueur de premier but pour seulement 11 comme frappeur désigné.
Avec 21 coups de circuits, 93 points produits et une moyenne au bâton de ,301, Butler est le leader en offensive des Royals au cours de la saison 2009.
En 2010, il frappe 189 coups sûrs, six de plus que son ancien sommet personnel, établi l'année précédente. Il claque 15 circuits et produit 78 points. Sa moyenne au bâton de,318 est la sixième meilleure de la Ligue américaine. Les Royals le récompensent en janvier 2011 par une prolongation de contrat de quatre saisons pour 30 millions de dollars.
En 2011, le frappeur désigné des Royals présente une moyenne au bâton de ,291 avec 19 circuits et un nouveau sommet personnel de 95 points produits.
En 2012, Billy Butler est invité pour la première fois au match des étoiles. Robinson Canó, des Yankees de New York, est celui qui décide des participants de la Ligue américaine au concours de coups de circuit, une compétition d'habileté qui se tient la veille de la partie d'étoiles, mais Butler ne fait pas partie de ses choix. Comme l'événement a lieu à Kansas City, les partisans des Royals huent copieusement Canó pendant le concours et lors du match du lendemain pour avoir boudé leur favori. Butler ne frappe pas de coups sûrs en deux présences au bâton dans le match d'étoiles. Le frappeur désigné remporte à la fin de la saison un premier Bâton d'argent et le prix Edgar Martínez du meilleur frappeur désigné de la ligue. Il établit ses nouveaux records personnels de 29 circuits, 192 coups sûrs et 107 points produits en saison régulière. Sa moyenne au bâton s'élève à ,313 en 161 parties jouées.
En 2013, Butler joue les 162 matchs des Royals mais sa production offensive décline, avec 15 circuits, 82 points produits, une moyenne au bâton de ,289 et une moyenne de puissance de ,412 loin de son record personnel de ,510 établi l'année précédente.
En 2014, Butler frappe pour ,271 en 151 matchs de saison régulière des Royals avec une décevante production de 9 circuits et 66 points produits. Il joue pour la première fois en séries éliminatoires, ne frappe aucune longue balle et maintient une moyenne au bâton de ,262 en 13 matchs. Il réussit cependant 5 coups sûrs en 15 contre San Francisco dans la Série mondiale 2014 perdue par Kansas City. Il devient agent libre lorsque les Royals renoncent à l'option de lui verser 12,5 millions pour la saison 2015.

### Athletics d'Oakland
Le 19 novembre 2014, Butler signe un contrat de 30 millions de dollars pour 3 saisons avec les Athletics d'Oakland.

## Statistiques
| Saison | Équipe      | G    | AB   | R   | H    | 2B  | 3B | HR  | RBI | SB | BA    |
| ------ | ----------- | ---- | ---- | --- | ---- | --- | -- | --- | --- | -- | ----- |
| 2007   | Kansas City | 92   | 329  | 38  | 96   | 23  | 2  | 8   | 52  | 0  | 0,292 |
| 2008   | Kansas City | 124  | 443  | 44  | 122  | 22  | 0  | 11  | 55  | 0  | 0,275 |
| 2009   | Kansas City | 159  | 608  | 78  | 183  | 51  | 1  | 21  | 93  | 1  | 0,301 |
| 2010   | Kansas City | 158  | 595  | 77  | 189  | 45  | 0  | 15  | 78  | 0  | 0,318 |
| 2011   | Kansas City | 159  | 597  | 74  | 174  | 44  | 0  | 19  | 95  | 2  | 0,291 |
| 2012   | Kansas City | 161  | 614  | 72  | 192  | 32  | 1  | 29  | 107 | 2  | 0,313 |
| 2013   | Kansas City | 162  | 582  | 62  | 168  | 27  | 0  | 15  | 82  | 0  | 0,289 |
| Totaux | Totaux      | 1015 | 3768 | 445 | 1124 | 244 | 4  | 118 | 562 | 5  | 0,298 |

Note : G = Matches joués ; AB = Passages au bâton; R = Points ; H = Coups sûrs ; 2B = Doubles ; 3B = Triples ; 
HR = Coup de circuit ; RBI = Points produits ; SB = Buts volés ; BA = Moyenne au bâton.